# 시모이가와촌
시모이가와촌(下井河村)은 아키타현 중앙부에 접했던 촌이다.

## 역사
- 1889년 4월 1일 - 정촌제 시행에 의해 미나미아키타군 시모이카와촌이 성립하였다.
- 1955년 2월 1일 - 가미이카와촌과 합병해 이카와촌이 되었다.